# Адвалорний податок
Адвалорний податок (лат. ad valorem — відповідно до ціни, за вартістю) — платежі на основі фіксованої відсоткової ставки з вартості товару — торгові податки, податки на власність, більшість податків на імпорт тощо. Особливість адвалорних податків полягає в тому, що вони автоматично зберігають свої функції в умовах інфляції.